# Sulley Muniru
Sariki Muniru Sulley  (n. 25 octombrie 1992, Accra, Ghana) este un fotbalist ghanez retras din activitate, care a jucat pe post de mijlocaș la echipe ca CFR Cluj, FCSB și FC Tambov⁠(d).
El este fratele mai mic al lui Sulley Muntari.
Pe 22 iulie 2015 a marcat primul gol pentru Steaua într-un meci cu AS Trencin, contând pentru al doilea tur preliminar al Champions League.

## Palmares

### Club
CFR Cluj
- Cupa României: Finalist 2012-2013

Steaua București
- Cupa Ligii: 2015–2016